# Cło (Gogolin)
Cło – część miasta Gogolina, w południowej części miasta.
Część miasta sąsiaduje z Strzebniowem.